# 洲之内コレクション
洲之内コレクション（すのうちコレクション）は、日本の小説家で美術評論家、画廊経営者の洲之内徹が収集した美術品コレクションの名称。現在、全146点が宮城県美術館に収蔵されている。

## 成立の経緯
洲之内は、東京美術学校在学中、左翼運動で検挙され、のち釈放されるが、まもなく中国へ召集され、諜報活動に従事する。日本帰国後に小説を書き始め、かの地で知り合った小説家、田村泰次郎が1959年（昭和34年）から経営していた画廊「現代画廊」で支配人として働きながら作品を発表。受賞は逃したものの芥川賞候補に3度推される文才を示した。
1961年（昭和36年）9月に田村が画廊経営から手を引いたのを機に、洲之内が画廊主となり、小説家の筆を折り、同年11月の「萬鉄五郎展」を皮切りに、「現代画廊」の経営を始める。1974年（昭和49年）から、「芸術新潮」に自身が収集した美術品についてのエッセイ「気まぐれ美術館」の連載を開始し、洲之内はエッセイストとして文筆活動を再開する。以後1987年（昭和62年）10月に亡くなるまで画商と文筆業という両輪の活動を続けた。最後に開いた展覧会は1987年10月の「矢内清六展」で、同年に発表した随筆「一之江・申孝園」が絶筆となった。
洲之内の死後、残された美術品コレクションの去就が問題となり、一時は散逸の危機にもさらされたが、「現代画廊」の旧従業員の尽力で、画廊に貸与されていた作品等が旧蔵者に返却され、洲之内の所有物と確定した146点が「洲之内コレクション」として1988年（昭和63年）、宮城県美術館に一括収蔵された。

## 特色
洲之内コレクションは油彩87点、水彩14点、素描32点、版画12点、彫刻1点の総計146点で構成されている。洲之内は収集対象となる作品として、「買えなければ盗んでも自分のものにしたくなるような絵」であると随筆「気まぐれ美術館」に書いているとおり、日本人作家の作品を中心に、知名度にこだわらず、自分の直感で気に入った作品のみを最大限の努力を払って集めた。佐藤哲三や藤牧義夫など、洲之内が展覧会や随筆で取り上げたのを機に再評価された作家もあり、個人収集のユニークな美術品コレクションとして高い評価を受けている。

## 展示状況
洲之内コレクションを一括収蔵している宮城県美術館では、随時展示替えを行ないながら、人気の高い作品を中心とした常設展示を行なっており、約5年毎に全てのコレクションを展示する企画展も開かれている。他の美術館の企画展のためのコレクションの貸し出しも行なわれており、近年では2005年に茨城県近代美術館で全146点を公開する展覧会が開かれた。

## コレクション一覧
作家名（五十音順に配列、かっこ内は生没年）、作品タイトル、制作年、作品サイズ（センチメートル単位）、制作技法の順に表記。

### あ行
- 靉光（1907 - 1946）
  - 『鳥』　1940年　45.4×37.9　油彩・麻布
  - 『作品』　1940年　24.5×19.7　墨・紙
- 青木繁（1882 - 1911）
  - 『咬菜窟』　制作年不明　14.1×36.2　鉛筆・紙
- 青山熊冶（1886 - 1932）
  - 『裸婦』　制作年不明　60.4×49.9　油彩・麻布
- 青山美野子（1952 - ）
  - 『町工場』　1978年　45.3×52.9　油彩・麻布
  - 『木花咲耶姫神』　1978年　65.0×52.9　油彩・麻布
- ジャック・アクロイド（1921 - ）
  - 『魚と人魚』　1983年　48.0×72.0　ペン、インク、ポスターペイント・紙
  - 『日本に向けて絵を描きあげる』　1987年　68.9×47.0　ペン、インク、ポスターペイント・紙
- 浅井忠（1856 - 1907）
  - 『麻生村』　1879年　22.8×36.9　鉛筆・紙
  - 『海洋』　制作年不明　14.8×23.6　水彩、鉛筆・紙
- 麻生三郎（1913 - 2000）
  - 『人』　1959年　60.6×49.8　油彩・麻布　
  - 『洲之内君の顔』　1973年　41.3×31.7　ペン・紙
- 池田満寿夫（1934 - 1997）
  - 『さまよう顔』　1957年　14.9×15.9　ドライポイント・紙
  - 『花嫁』　1958年　20.0×21.0　レリーフエッチング・紙
- 池部鈞（1886 - 1969）
  - 『曲芸』　1937年頃　24.0×19.3　油彩・麻布
- 伊丹万作（1900 - 1946）
  - 『祖母の像』　1922年　61.0×50.3　油彩・麻布
- 井上員男（1932 - ）
  - 『川之江（四国の漁港より）』　1974年　53.3×39.2　紙凹版・紙
- 井上肇（1932 - ）
  - 『軍服』　1972年　100.2×80.7　油彩・麻布
- 今西中通（1908 - 1947）
  - 『少年』　1943年　37.9×28.9　コンテ・紙
  - 『少女』　制作年不明　24.3×16.6　鉛筆・紙
- 岩橋教章（1835 - 1883）
  - 『榎本武揚母堂像』　1872年　42.8×29.4　水彩・紙
- 上野山清貢（1889 - 1960）
  - 『牛屋M.Aさんの肖像』　1925年　72.5×60.5　油彩・麻布
  - 『妹シゲ子』　1927年　53.0×45.6　油彩・麻布
- 梅原龍三郎（1888 - 1986）
  - 『姑娘紅楼』　1939年　30.2×22.4　鉛筆・紙
- 海老原喜之助（1904 - 1970）
  - 『ポアソニエール』　1934年　45.4×37.6　油彩・麻布
- ハンス・エルニ（英語版）（1909 - 2015）
  - 『男と女』　1963年　27.8×24.5　ペン、墨・紙
- 小野幸吉（1909 - 1930）
  - 『静物』　1920年代　50.0×60.0　油彩・麻布
- 小野隆生（1950 - ）
  - 『少年』　1976年　26.7×22.1　油彩・麻布　
  - 『記憶』　1977年　33.3×24.1　油彩・麻布
- 恩地孝四郎（1891 - 1955）
  - 『水浴』　1920年頃　22.8×15.4　多色木版・紙
  - 『人体考察』　1924年　19.0×15.1　木版・紙

### か行
- 加藤芳信（1932 - ）
  - 『風宴』　1978年　33.1×40.9　インク、ペン・紙
- 川北英司（1912 - 1989）
  - 『自画像』　1985年　41.0×31.0　油彩・麻布
- 喜多村知（1907 - 1997）
  - 『北国海辺』　1976年　65.3×45.5　油彩・麻布
  - 『マドリッド』　1977年頃　41.0×31.8　油彩・麻布
  - 『舟』　制作年不明　60.5×73.0　油彩・麻布
- 北脇昇（1901 - 1951）
  - 『鷺』　制作年不明　24.1×34.4　鉛筆・紙
- 木下晋（1947 - ）
  - 『女の顔』　1975年　52.9×45.6　油彩・麻布
  - 『赤い帽子の麗子』　1977年　53.0×45.5　油彩・麻布
- 木村荘八（1893 - 1958）
  - 『お七櫓に登る』　1924年　25.9×17.6　油彩・板
  - 『おいらん丸』　制作年不明　10.8×16.6　インク・紙
- 小泉清（1900 - 1962）
  - 『猫』　1947年　37.9×45.7　油彩・麻布
  - 『風景（仁右衛門島）』　1956年　32.0×47.9　水彩・紙
  - 『自画像』　1960年頃　27.5×22.4　油彩・麻布
- 高良真木（1930 - 2011）
  - 『土』　1955年　53.0×72.3　油彩・麻布
- 児島善三郎（1893 - 1962）
  - 『ギャルソンヌ』　1928年　41.2×32.1　油彩・板
- 五姓田芳柳（1864 - 1943）
  - 『汽船』　1901年　27.2×36.4　水彩・紙
- 小林朝治（1898 - 1939）
  - 『鶴』　1930年　52.0×42.1　木版・紙
- 古茂田公雄（1910 - 1986）
  - 『正安寺狸』　1947年　33.3×45.5　油彩・麻布
  - 『面河蓬莱溪』　1970年　52.9×72.7　油彩・麻布
- 古茂田守介（1918 - 1960）
  - 『帽子の女』　1948年　40.9×31.7　油彩・麻布

### さ行
- 斎藤和雄（1937 - 2005）
  - 『作品』　1972年　20.9×24.1　水彩・紙
  - 『木』　1972年　23.4×21.5　水彩・紙
- 坂下広吉（1945 - ）
  - 『夕暮の誘い』　1978年　45.4×53.1　油彩・麻布
  - 『真昼の星』　1978年　45.4×52.9　油彩・麻布
  - 『ANGEL』　1978年　45.3×53.0　油彩・麻布
  - 『いざ剣を抜きて』　1978年　45.5×52.7　油彩・麻布
- 桜田晴義（1945 - ）
  - 『白い花と赤い実』　1978年　60.9×52.7　油彩・麻布
- 佐藤清三郎（1911 - 1945）
  - 『靴』　1935年　24.5×32.9　コンテ・紙
  - 『工場へ行く道』　制作年不明　18.6×24.5　鉛筆・紙
- 佐藤哲三（1910 - 1954）
  - 『赤帽平山氏』　1929年～1930年　65.0×53.0　油彩・麻布
  - 『柿を持つ女』　1933年　17.8×13.6　油彩・板
  - 『夕景』　1937年　19.3×57.5　油彩・麻布
  - 『風景（タモの木のある）』　制作年不明　22.2×29.2　鉛筆・紙
- 佐分真（1898 - 1936）
  - 『男』　制作年不明　45.1×37.4　油彩・麻布
- 菅野圭介（1909 - 1963）
  - 『ミュンヘン風景』　制作年不明　24.3×33.3　油彩・カンヴァスボード
  - 『風景』　制作年不明　23.8×32.9　油彩・板
- 杉本鷹（1906 - 1962）
  - 『童女』　制作年不明　60.6×45.4　油彩・麻布
  - 『裸婦』　制作年不明　65.0×53.4　油彩・麻布
- 千家元麿（1888 - 1948）
  - 『森』　1946年　50.0×60.5　油彩・麻布

### た行
- 立石鐵臣（1905 - 1980）
  - 『蛾』　1965年　20.3×12.2　水彩・紙
- 谷中安規（1897 - 1946）
  - 『研究所にて』　1932年　15.7×12.4　木版・紙
  - 『花』　1933年　13.7×19.5　木版・紙
- 田村裕典（1949 - ）
  - 『鹿の頭』　1980年　39.5×27.4　ペン、インク・紙
- 曹良奎（1928 - ）
  - 『マンホールB』　1958年　130.0×97.3　油彩・麻布
- 鳥海青児（1902 - 1972）
  - 『うづら』　1929年　20.3×26.7　油彩・板
  - 『闘牛士』　制作年不明　23.7×31.1　鉛筆、クレヨン・紙
- 津田正周（1907 - 1952）
  - 『ダンフェルロッシュローの祭り』　1932年　45.5×54.7　油彩・麻布
- 鶴岡政男（1907 - 1979）
  - 『夜の街』　1948年頃　25.6×19.0　鉛筆・紙
- 寺田政明（1912 - 1989）
  - 『石のある風景』　1936年　23.8×33.0　油彩・板
  - 『かりんとにんにく』　1946年　33.1×24.2　油彩・板
  - 『小菊とくだもの』　1965年　27.2×22.0　油彩・合板
- 土井虎賀寿（1902 - 1971）
  - 『ニコライ堂』　制作年不明　37.7×58.6　コンテ・紙
  - 『窓』　制作年不明　37.5×26.4　インク、ペン・紙

### な行
- 中村彝（1887 - 1924）
  - 『自画像』　1909年頃　45.0×33.0　油彩・麻布
- 成川雄一（1937 - ）
  - 『静物』　制作年不明　45.5×53.0　油彩・麻布
- 難波田龍起（1905 - 1997）
  - 『郊外風景』　1953年　41.0×32.0　油彩・麻布
- 西常雄（1911 - ）
  - 『洲之内さんの顔』　1966年　39.0×26.0×28.5　ブロンズ彫刻
- 西八郎（1928 - 1979）
  - 『肖像』　1967年　116.6×103.6　油彩・麻布
- 西脇順三郎（1894 - 1982）
  - 『洲之内君の肖像』　制作年不明　34.6×24.6　鉛筆・紙
- 野田英夫（1908 - 1939）
  - 『作品』　1936年　21.4×16.1　ペン・紙
  - 『メリー・ゴー・ラウンド』　1937年　33.6×45.4　油彩・麻布

### は行
- 長谷川利行（1891 - 1940）
  - 『酒祭り・花島喜世子』　1930年頃　40.9×31.9　油彩・麻布
  - 『裸婦』　1937年　16.4×12.0　油彩・ガラス
  - 『街景』　1937年頃　24.2×33.0　油彩・板
- 長谷川潾二郎（1904 - 1988）
  - 『道（巴里郊外）』　1931年　46.0×54.7　油彩・麻布
  - 『バラ』　1938年　32.7×24.2　油彩・麻布
  - 『早春の岬（伊東付近）』　1941年　26.7×40.8　油彩・麻布
  - 『猫』　1966年　30.9×40.9　油彩・麻布
- 浜口陽三（1909 - 2000）
  - 『２つのさくらんぼ』　1958年　19.5×19.3　カラーメゾチント・紙
- 浜田知明（1917 - 2018）
  - 『刑場（B）』　1954年　22.8×11.4　エッチング、アクアチント・紙
  - 『副校長D氏像』　1956年　21.6×14.5　エッチング・紙
- 林武（1896 - 1975）
  - 『星女嬢』　1950年　45.5×38.0　油彩・麻布
- 原勝郎（1889 - 1966）
  - 『果実』　制作年不明　53.0×72.8　油彩・麻布
- 原精一（1908 - 1986）
  - 『フランス人形』　1936年　22.6×15.5　油彩・カンヴァスボード
- 廣幡憲（1911 - 1948）
  - 『ミルク』　1947年-1948年頃　60.5×40.7　油彩・麻布[1]
- 福沢一郎（1898 - 1992）
  - 『基督』　制作年不明　33.2×23.9　油彩・麻布
- 藤牧義夫（1911 - 不詳）[2]
  - 『銀行について』　1933年　11.8×9.5　木版、手彩色・紙

### ま行
- 前田寛治（1896 - 1930）
  - 『病床一夜』　1929年　15.6×22.7　油彩・板
  - 『裸婦』　制作年不明　25.4×20.2　鉛筆・紙
- ミリヤーナ・マオドゥシュ（1942 - ）
  - 『メトロの乗客XV』　1986年　33.5×25.5　油彩・麻布
- 牧野虎雄（1890 - 1946）
  - 『紅梅』　制作年不明　31.0×42.5　紙本着色
- 松田正平（1913 - 2004）
  - 『少女』　1954年　72.3×50.5　油彩・麻布
  - 『少女』　1983年　33.6×25.0　鉛筆・紙
  - 『辻音楽師』　1983年頃　25.5×33.4　水彩、鉛筆、パステル・紙
- 松原亜也（1927 - ）
  - 『海の塔』　1977年　91.0×72.6　油彩・麻布
- 松本竣介（1912 - 1948）
  - 『ニコライ堂』　1941年頃　37.8×45.3　油彩・麻布
  - 『白い建物』　1941年頃　37.8×45.5　油彩・麻布
- 水村喜一郎（1946 - ）
  - 『小さなガード』　1977年頃　37.8×45.5　油彩・麻布
- 緑川俊一（1947 - ）
  - 『顔』　1985年　47.9×34.2　水彩、コンテ・紙
- 水上民平（1898 - 1994）
  - 『工業学校付近』　1925年　32.0×41.0　油彩・麻布
- 宮忠子（1931 - ）
  - 『蒼い空』　1976年　26.0×36.0　墨・紙
- 宮崎丈二（1897 - 1970）
  - 『曇り日』　1919年　23.9×33.0　油彩・板
  - 『自画像』　1921年　32.8×23.8　油彩・板
- みよし（1931 - 2001）
  - 『オリーヴの木』　1974年　47.0×36.0　鉛筆・紙
  - 『白樺』　1978年　50.0×38.7　鉛筆・紙
  - 『地中海のイメージ』　1984年　14.9×14.5　水彩・紙
- 村山槐多（1896 - 1919）
  - 『自画像』　1915年　48.9×42.0　木炭・紙
  - 『風景』　1915年　15.8×22.4　油彩・板
- 森堯茂（1922 - ）
  - 『素描』　1957年　24.5×34.5　ペン、インク、水彩・紙
- 森田英二（1941 - ）
  - 『花見小路』　制作年不明　45.5×53.1　油彩・麻布
  - 『祇園』　制作年不明　45.4×53.2　油彩・麻布
  - 『カフェテラス』　制作年不明　41.0×24.2　油彩・麻布

### や行
- 安井曾太郎（1888 - 1955）
  - 『少女』　1940年　35.1×25.7　鉛筆・紙
- 柳瀬正夢（1900 - 1945）
  - 『薄暮』　1938年　31.8×41.0　油彩・麻布
- 吉岡憲（1915 - 1956）
  - 『マルゴワ』　1938年頃　40.8×31.8　油彩・麻布
  - 『少女』　1948年　52.8×45.3　油彩・麻布
  - 『おらんだ坂あたり』　1949年頃　45.6×52.6　油彩・麻布
  - 『エルムの林』　制作年不明　31.8×40.9　油彩・麻布
- 四谷十三雄（1938 - 1963）
  - 『静物』　1962年　112.5×145.3　油彩・麻布
- 四方田草炎（1902 - 1981）
  - 『女の顔』　制作年不明　47.2×32.4　鉛筆・紙
  - 『鶏頭』　制作年不明　111.1×31.5　鉛筆、墨・紙
- 萬鉄五郎（1885 - 1927）
  - 『風景・春』　1912年　33.3×45.6　油彩・麻布
  - 『自画像』　1915年　45.8×33.5　油彩・麻布
  - 『臥ている人』　1923年　15.5×28.3　木版・紙
  - 『宝珠を持つ女』　1926年　62.3×46.7　木炭・紙

## ギャラリー

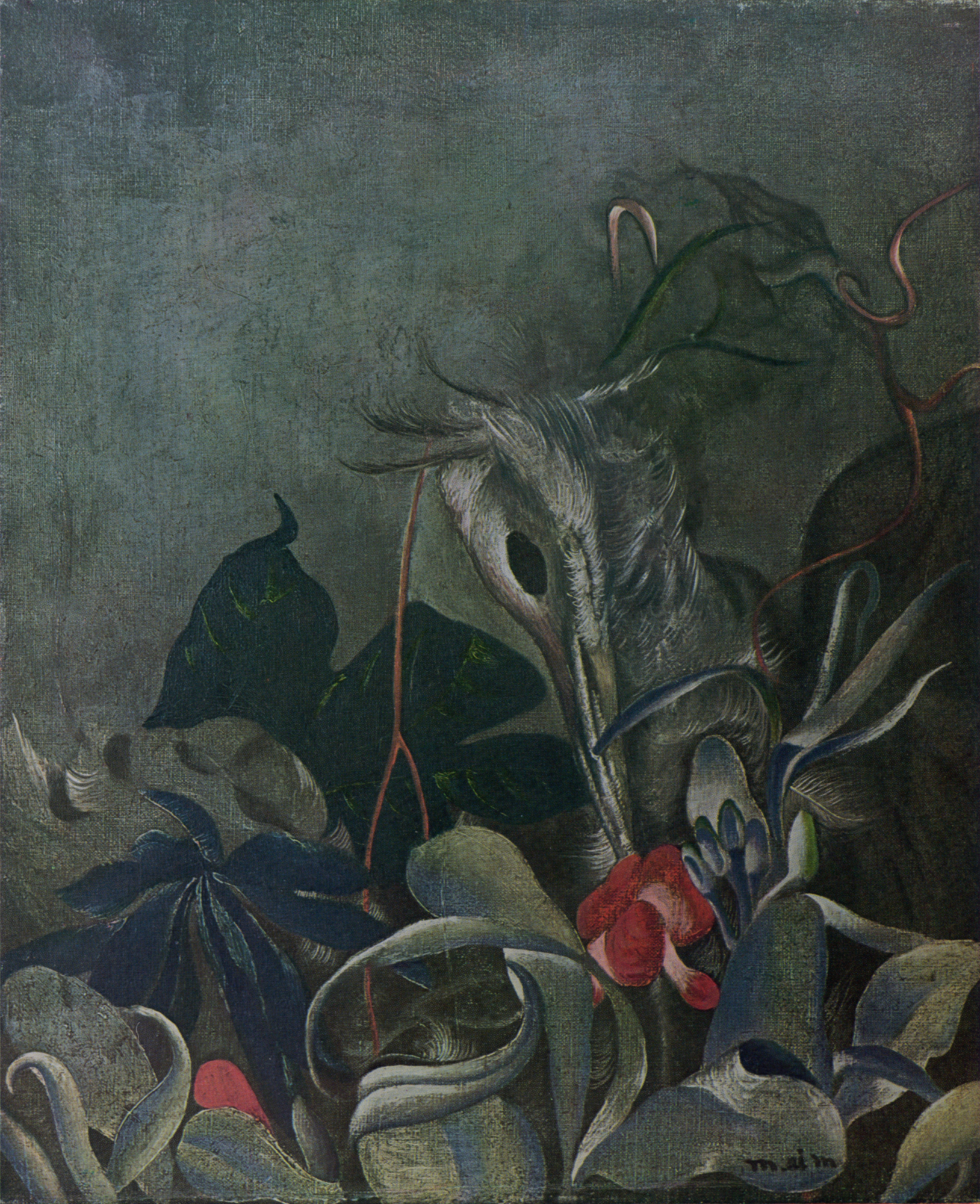
靉光『鳥』
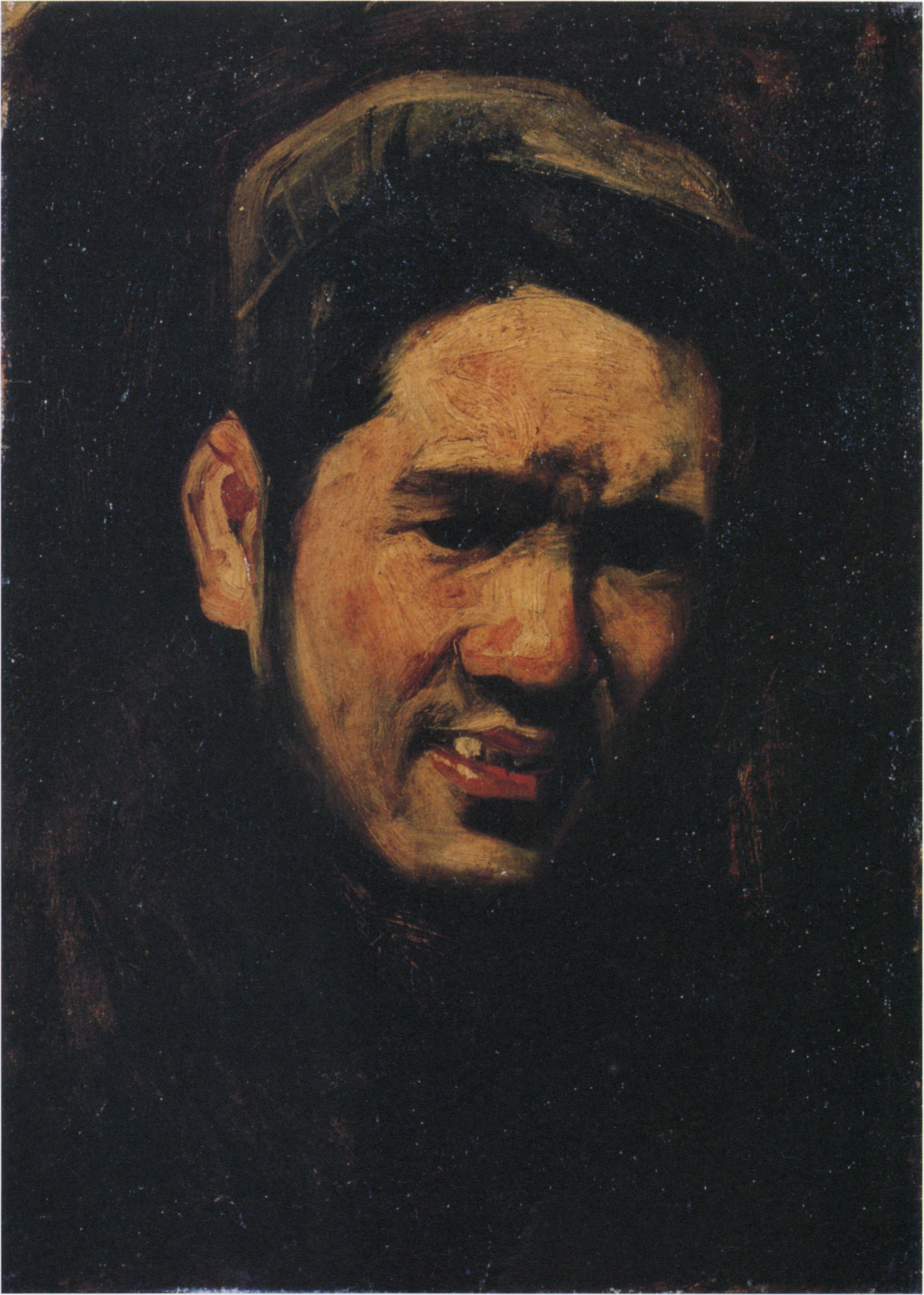
中村彝『自画像』
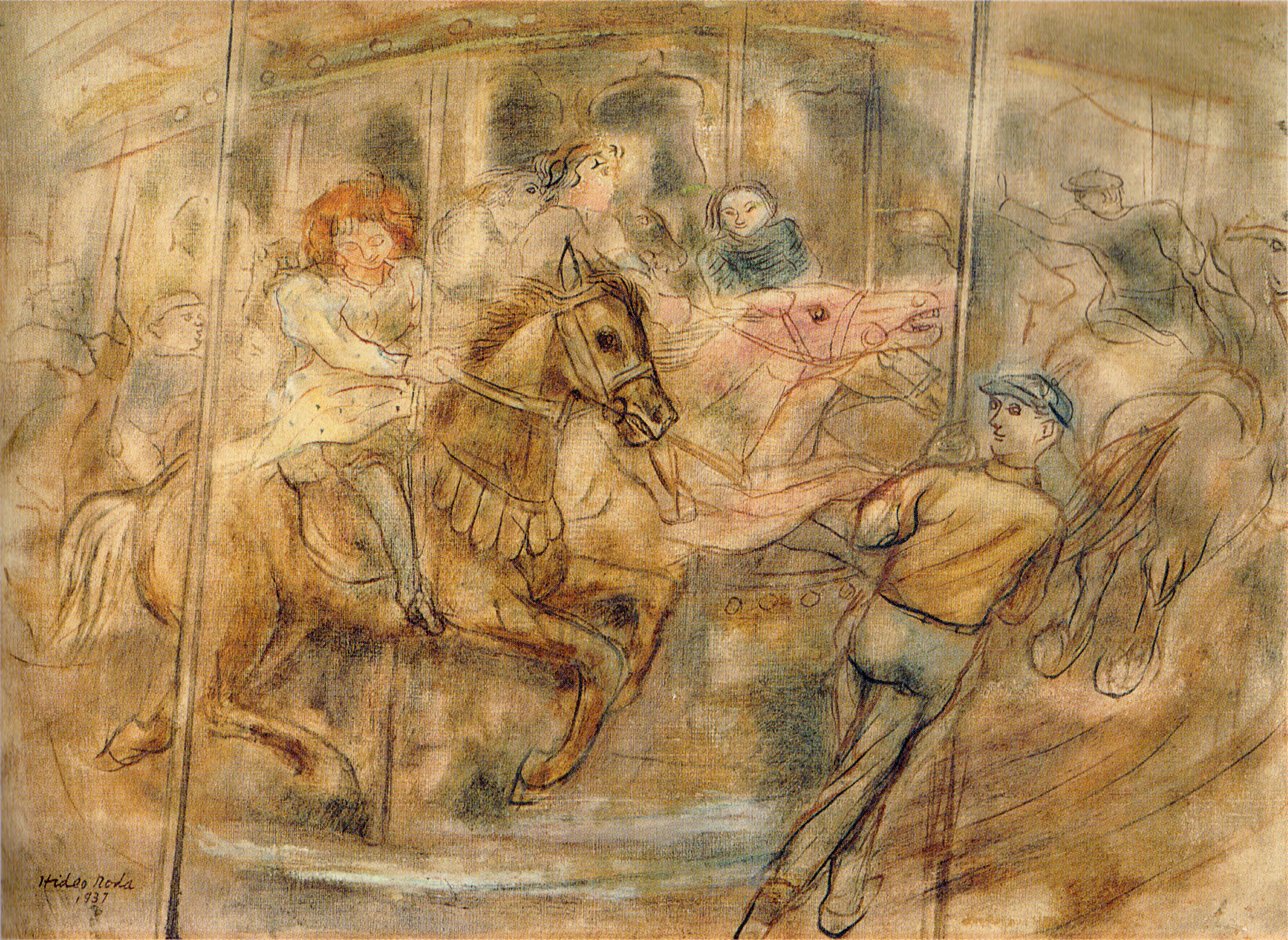
野田英夫『メリー・ゴー・ラウンド』
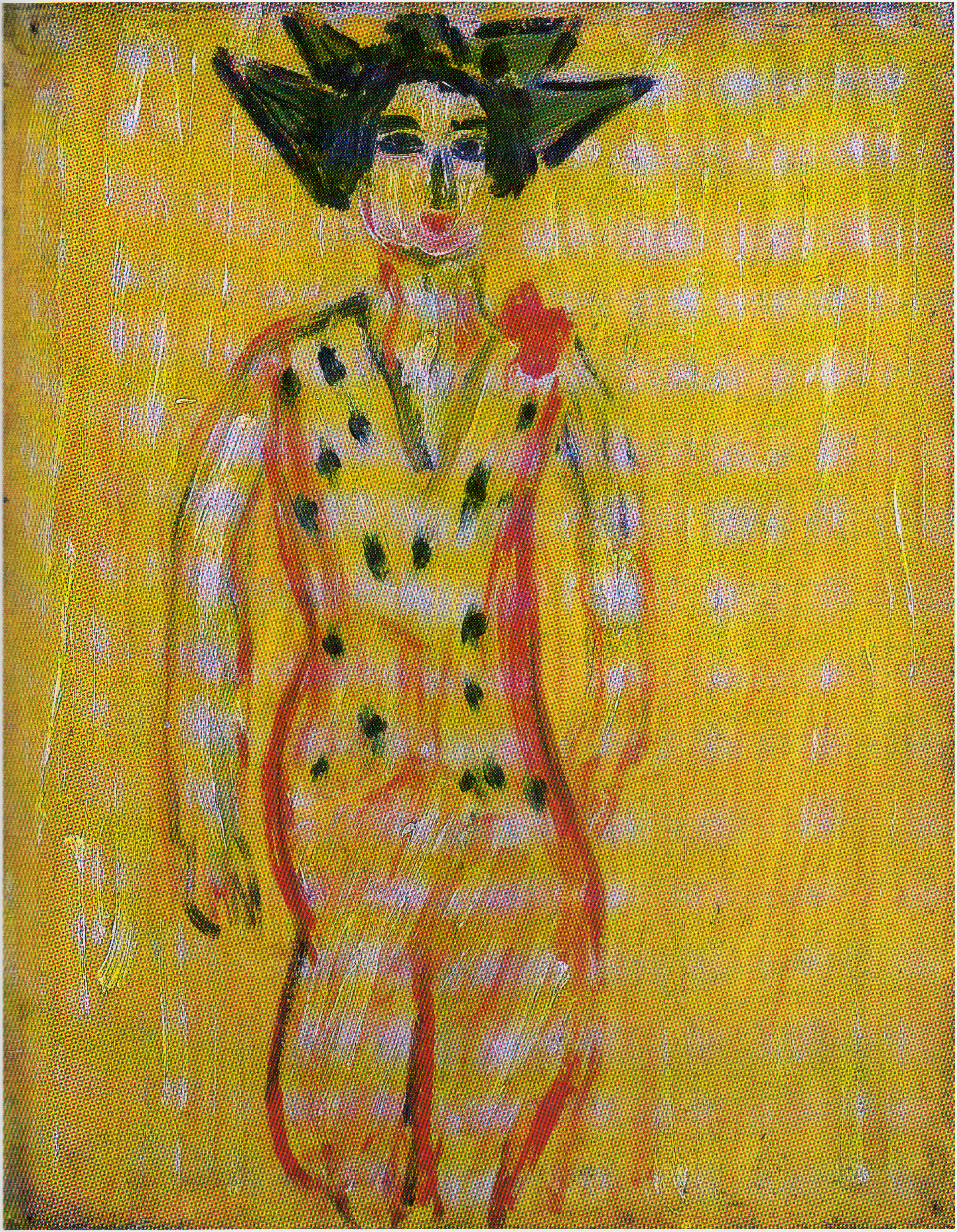
長谷川利行『酒祭り・花島喜世子』
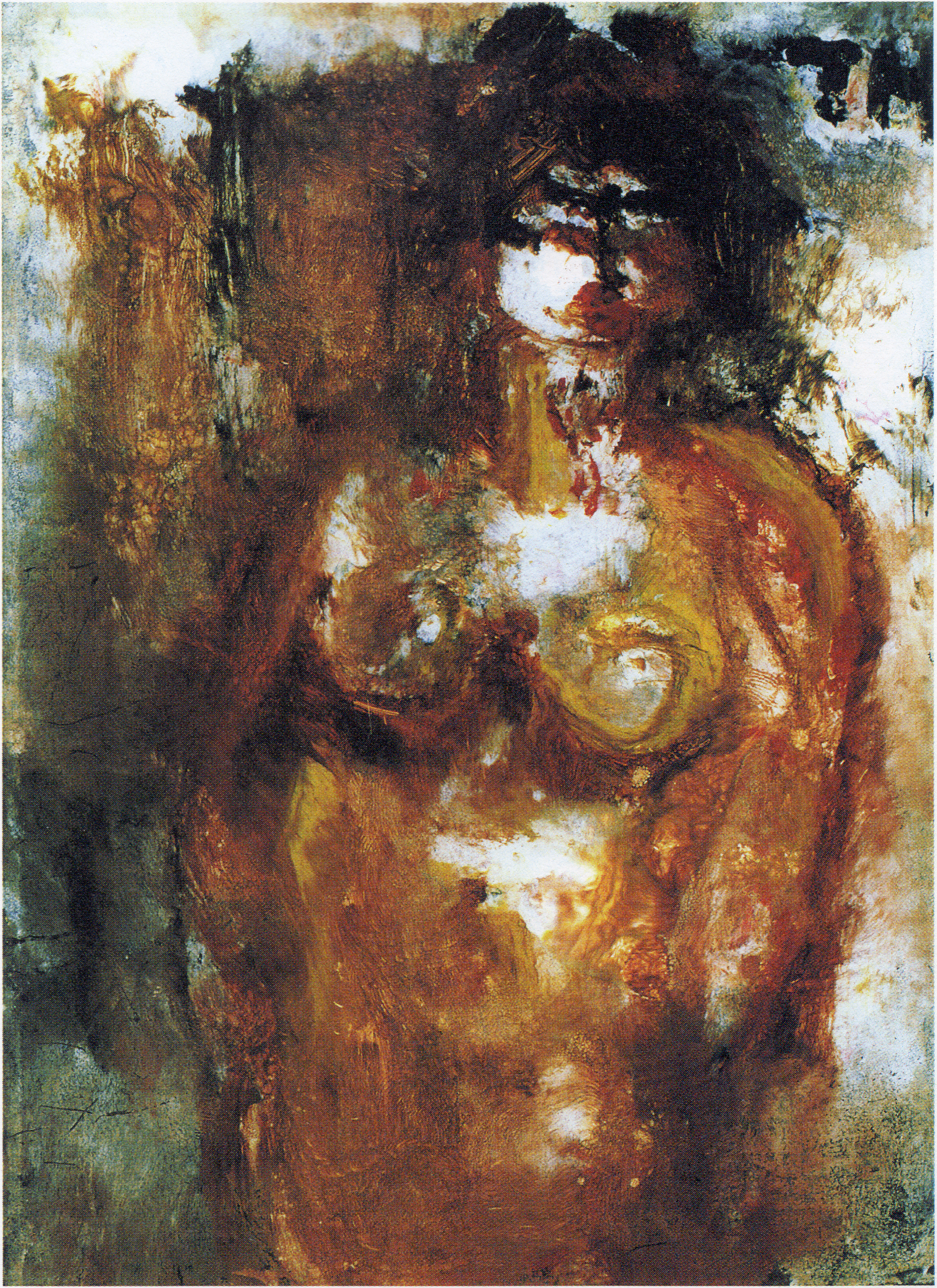
長谷川利行『裸婦』
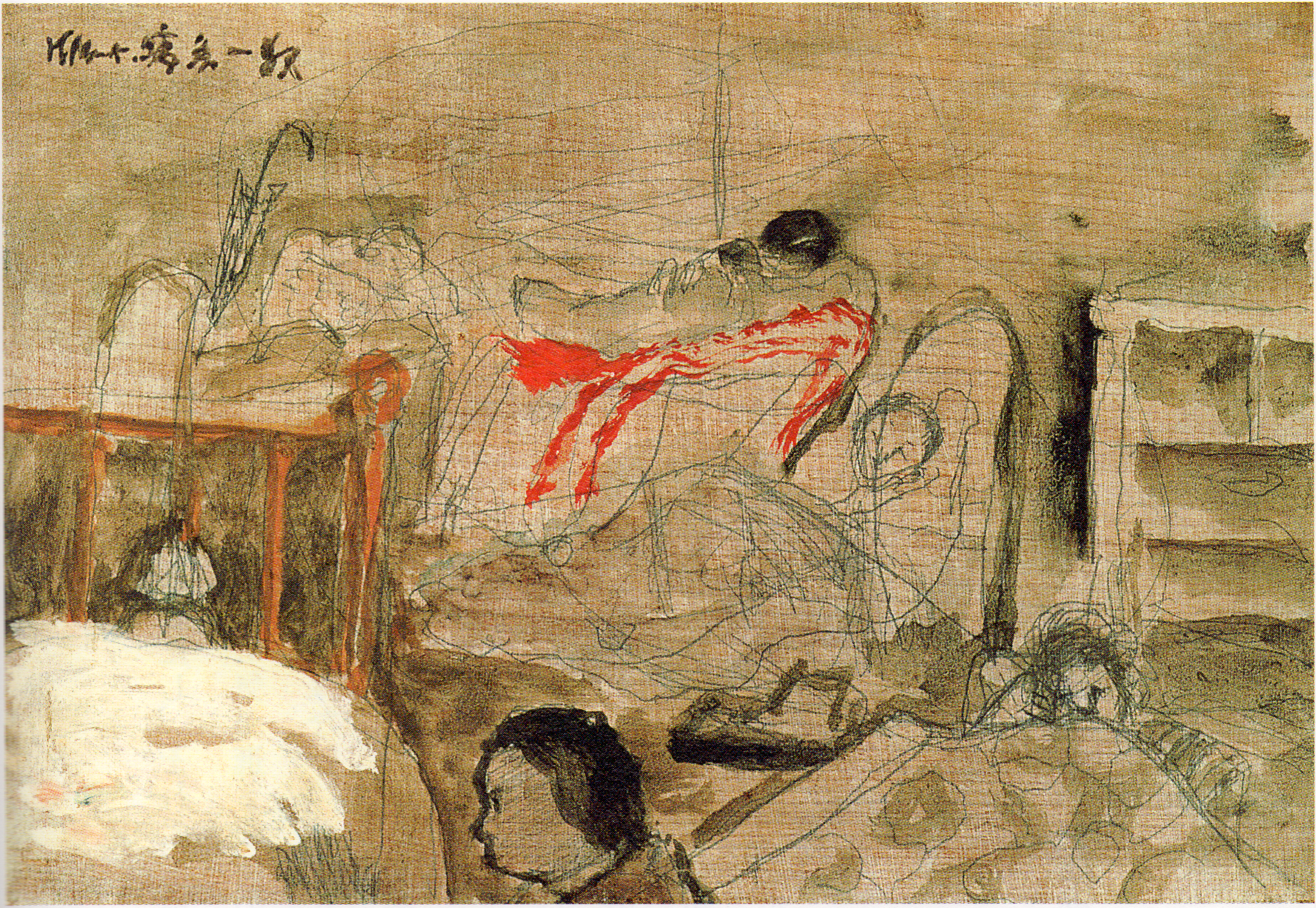
前田寛治『病床一夜』
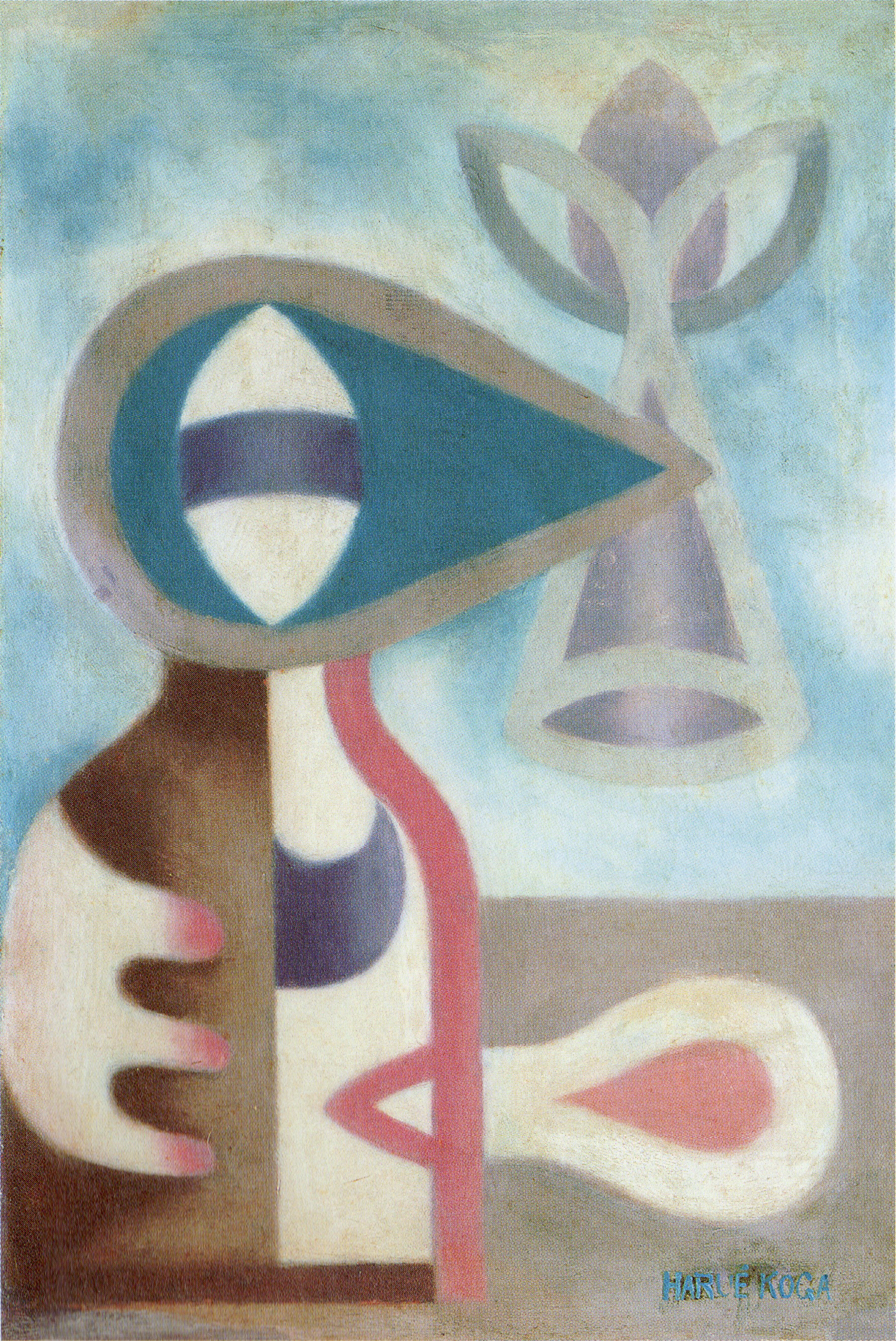
廣幡憲『ミルク』
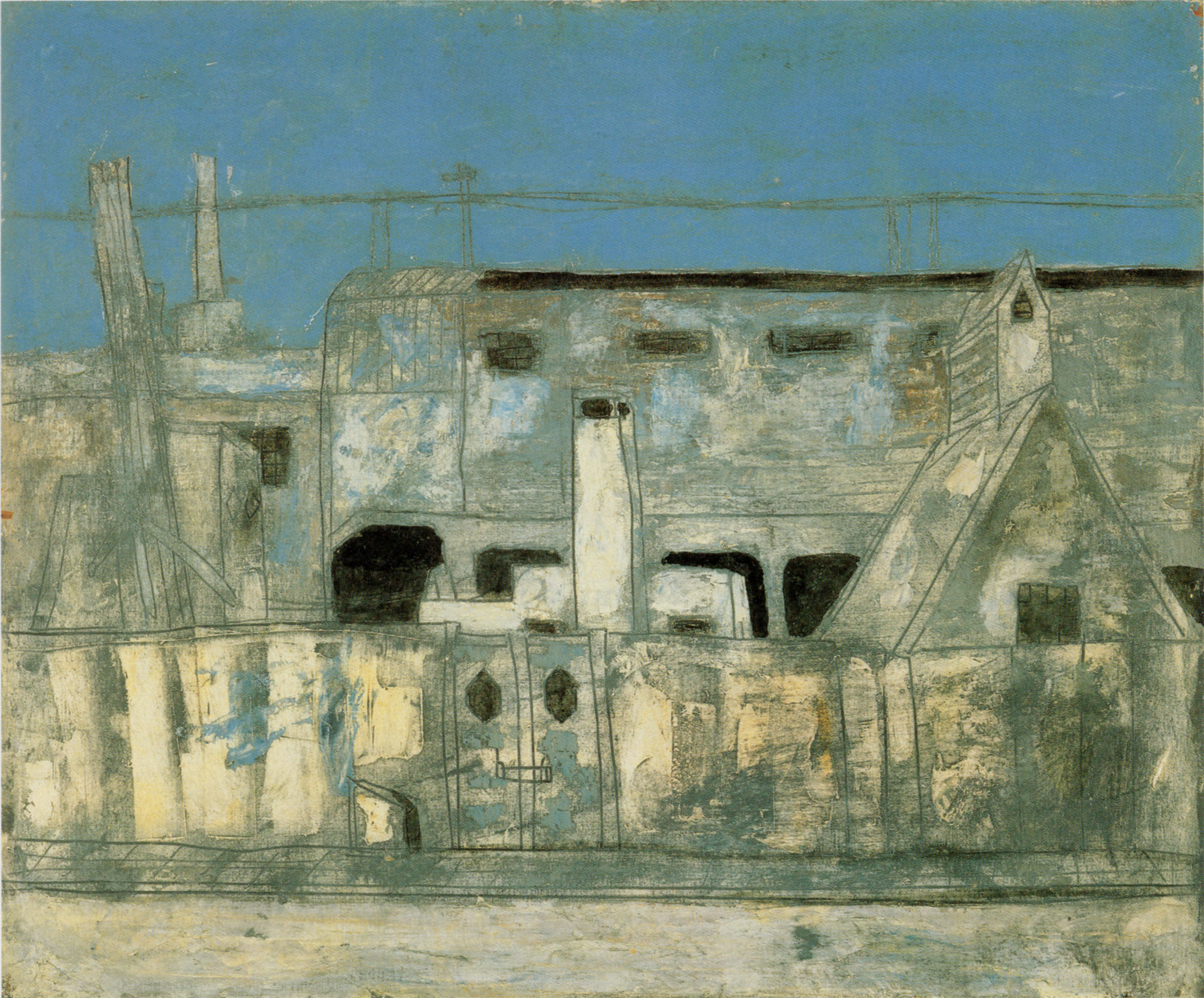
松本竣介『白い建物』
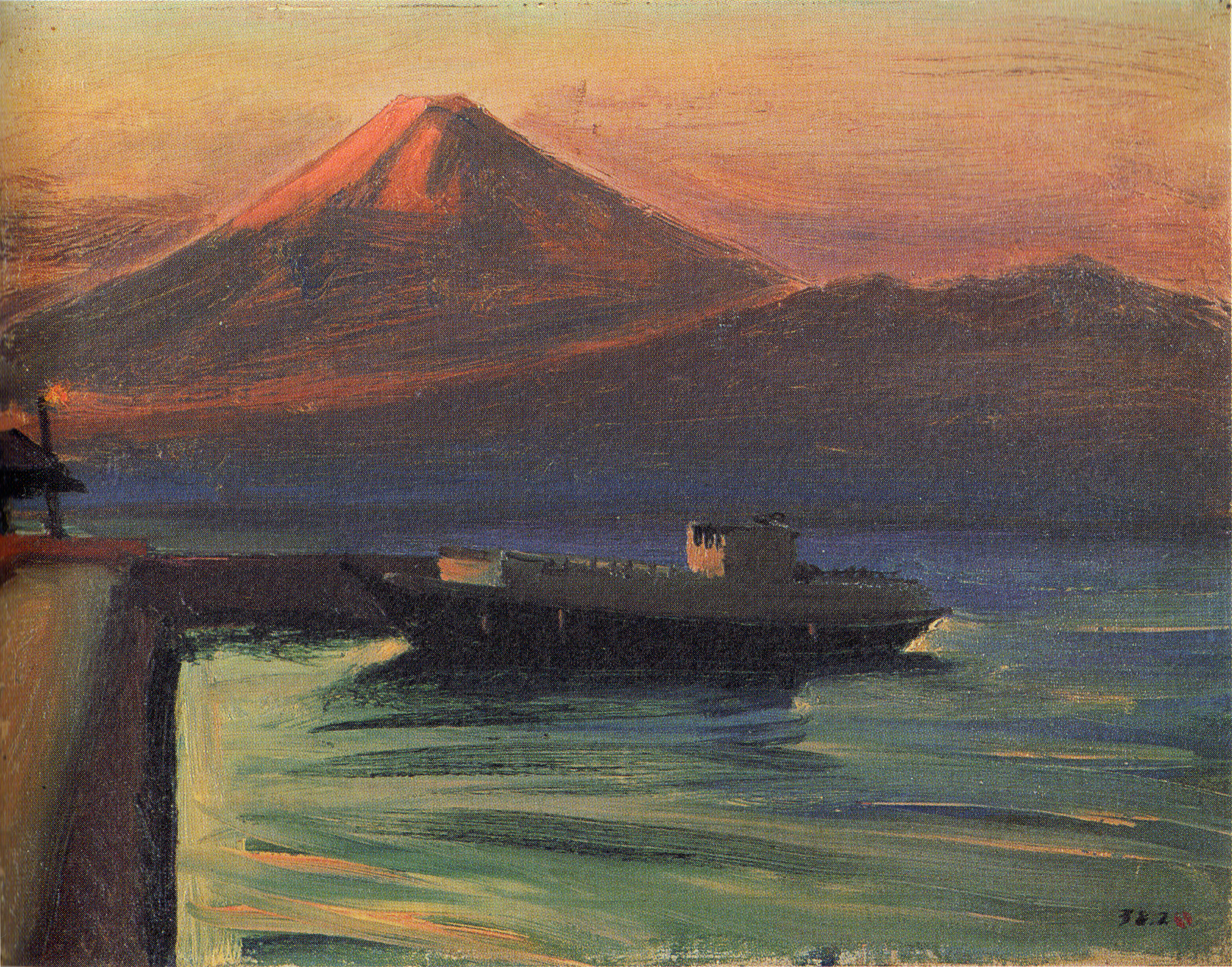
柳瀬正夢『薄暮』